# Убінська
44°44′24″ пн. ш. 38°32′33″ сх. д. / 44.74° пн. ш. 38.5425° сх. д.
Убінська — станиця в Сєверському районі Краснодарського краю Російської Федерації. Входить до складу Азовського сільського поселення.

## Географія
Станиця Убінська розташована в гірській лісовій зоні, у верхів'ях річки Убін, за якою станиці дано назву. Нижче за течією розташована станиця Азовська.
Вулиці
- вул. Виноградна,
- вул. Набережна,
- вул. Партизанська,
- вул. Підгірна,
- вул. Річкова,
- вул. Центральна.

## Історія
Була заснована у 1864 році як станиця Папайська козаками станиць Микільської та Стародубівської колишнього Азовського козачого війська. У 1865 році станиця була перейменована в селище Папайське. У 1867 році селище перейменоване в Дербентське (за назвою станиці Дербентської до якої воно було приписане). У 1869 році селище було перейменовано в Азовське (по станиці Азовській до якої він був віднесений). У 1908 році селище Азовське було виділено зі складу Азовського станичного правління, і перетворено на станицю Убінську із заснуванням власного станичного правління та посади станичного отамана.
Станиця була розташована у нагірній лісовій смузі Закубанського краю на р. Убін.
У 1873 р. отаманом селища Азовського був козак Олексій Полешко. Наступного року його змінив урядник Матвій Леуцький, який понад 10 років керував селищем. У 1890 р. отаманом був козак Микита Рогачов, а натомість у 1891 р. був затверджений козак Андрій Бакута.
1881 року у станиці було 49 дворів, корінних жителів 159 чоловіків та 107 жінок.
9 травня 1903 року на спільному сході хуторян було ухвалено рішення про будівництво молитовного будинку. На хуторі до цього церковне начиння зберігалося в будівлі хуторського правління, і священик станиці Азовської на ній звершував богослужіння наїздами в присутності членом правління. До листопада 1903 будівництво було завершено, поставлений іконостас.
Дерев'яна церква на честь св. рівноап. Кирила та Мефодія була побудована 1905 року, потім витрачено 5700 рублів. 3 січня 1906 року відбулося освячення церкви. Начиння церква була бідна. На 1909 рік у штаті церкви були священик та псаломщик. Церковний причт мав 90 десятин землі, але вона була незручна для оранки, бо була поцяткована ярами та щебенем. Вона здавалася в оренду за 370 рублів на рік. Священику та псаломщику належали громадські будинки «порівняно зручні». Кружкових доходів священикові було покладено в 1909 121 руб. Тимчасового військового посібника причту належало у тому року: священикові 300 р., псаломщику 100 р. Казенного платні з 1910 року було покладено священикові 300 р., псаломщику 100 р.

## Населення
| Чисельність населення | 2002 | 2010 | 2021 |
| --------------------- | ---- | ---- | ---- |
|                       | 490  | ↗494 | ↗657 |

## Визначні пам'ятки
- Будівля школи в станиці Убінській, будівлі 1916 — пам'ятка архітектури[10].
- На околицях станиці розташовані гори Собер-Баш і Убін-Су, які є туристичними об'єктами, кілька дольменів.

## Веб-посилання
- Сайт громадсько-політичної газети Сіверського району «Зорі»